# Кунгур (река)
Кунгур — река в России, протекает по территории Кунгурского и Ординского районов Пермского края.
Длина реки составляет 40 км. Устье реки находится в 28 км по правому берегу реки Ирень в 15 км к югу от города Кунгур, который первоначально был основан к западу от устья реки, а после восстания башкир 1662 года был заново построен на новом месте.
Название связано с тюркским ункур или унгур (пещера, теснина, щель в скалах) или монгольским хунхэр (что так же значит пещера). От названия реки произошло название города Кунгур.
Основные притоки:
- левые: Опачевка, Кормиловка;
- правые: Ординка, Грязнуха.[2][3]

## Данные водного реестра
По данным государственного водного реестра России относится к Камскому бассейновому округу, водохозяйственный участок реки — Сылва от истока и до устья, речной подбассейн реки — Кама до Куйбышевского водохранилища (без бассейнов рек Белой и Вятки). Речной бассейн реки — Кама.
Код объекта в государственном водном реестре — 10010100812111100013538.